# Firmin Lambot
Firmin Lambot, född den 14 mars 1886 i Florennes, död den 19 januari 1964 i Borgerhout, var en belgisk landsvägscyklist som var professionell från 1911 till 1923. Han blev totalsegrare i Tour de France 1919 och 1922 (och, eftersom loppets gula ledartröja infördes 1919, blev han den förste att vinna den). När han vann 1922 var han 36 år och fya månader gammal, vilket gör honom till loppets äldste vinnare (till och med 2024).

## Meriter
| 1908 2:a i Kampioenschap van Vlaanderen 1910 9:a totalt i Belgien runt 1912 8:a totalt i Belgien runt 1913 4:a totalt i Tour de France Vinnare av etapp 9 1914 8:a totalt i Tour de France Vinnare av "bergspristävlingen" Vinnare av etapp 6 1919 Vinnare totalt av Tour de France Vinnare av etapp 15 | 1920 3:a totalt i Tour de France Vinnare av "bergspristävlingen" Vinnare av etapperna 5 och 6 5:a i Liège–Bastogne–Liège 8:a i Paris–Bryssel 1921 9:a totalt i Tour de France Vinnare av etapp 9 1922 Vinnare totalt av Tour de France 3:a i GP Sporting 3:a i Giro della Provincia Milano med Léon Scieur 7:a totalt i Paris–Saint-Étienne |